# Пролактином
Пролактином  је бенигни тумор (аденом) хипофизе који производи хормон пролактин који покреће груди да производе млеко (дојење). Он је најчешћи тип функционалног тумора хипофизе, чији симптоми настају као последица превелике количине пролактина у крви (хиперпролактинемија), или дејства притиска тумора на околна ткива.

## Алтернативни називи
Пролактином — Секреторни аденом — Пролактин-секреторни аденом хипофизе. 

## Епидемиологија
Морбидитет
Иако је пролактином најчешћа врста аденома хипофизе у детињству, његова просечна годишња инциденција се процењује на 1 : 10.000.000 деце. Учесталости пролактинома је најизраженија у периоду од друге до пете деценије живота са знатно већом учесталошћу код жена.  Инциденција расте упоредо с узрастом тако да се 93% пролактинома открива код адолесцената, обично старијих од 12 година и то претежно код девојака.
Тумор се често открива у ранијој фази код жена него код мушкараца због нередовних менструација.

## Етиопатогеназа
Пролактиноми, као и већина аденома хипофизе, настају као последица генетички условљеног поремећаја питуитарних ћелија. То доводи до процеса туморогенезе изазване активацијом протоонкогена или инактивације антионкогена.
Већина тумора хипофизе је моноклонског порекла јер неоплазије потичу из репликације једне мутиране ћелије.
Пролактином је  најважнији узрок хиперпролактинемије, која је удружена са поремећајем репродуктивне функције. У супрафизиолошким концентрацијама пролактин код жена и код мушкараца доводи до хипогонадотропног хипогонадизма, првенствено због инхибиторног деловања високих концентрација пролактина на ослобађање гонадотропин-рилизинг хормона из хипоталамуса.
Када је пролактином довољне величине да врши механички притисак на околне хормонски активне ћелије, тумор може, поред недостатка гонадотропина, проузроковати и недостатак других хормона хипофизе – хормона раста, тиротропног и адренокортикотропног хормона.

## Класификација
На основу величине, пролактиноми се класификују у:
- Микропролактиноме — туморе мањег промера од 10 мм, који се у 90% случајева јављају код жена.
- Макропролактиноме — туморе промера већег од 10 мм, који се у 60% случајева јављају код мушкараца.

Слична искуства постоје и код болесника адолесцентног узраста.

## Клиничка слика
Клинички симптоми и знаци пролактинома су последица нарушене секреције пролактина (хормонски поремећаји) и раста самог тумора.
Симпптоми изазвани хиперсекрцијом пролактина.
- Изостанак, односно застој у развоју пубертета, изазван хиперпролактинемијом код дечака девојчица у случајевима када се пролактином развија у периоду пре или током пубертета.
- Примарна аменореја, која је најчешћи знак код девојака које су достигле полну зрелост.
- Секундарна аменореја, олигоменореја или неуредни менструациони циклуси.
- Галактореја (30-80% жена са пролактиномом) која може бити спонтана или се открива тек посла стискања брадавица дојки.
- Изостанак или прекид раста тестиса и пубисне косматости, а понекада се уочава женски телесни хабитус и ретко гинекомастија, код дечака. Галактореја је мање честа у поређењу са њеном учесталошћу код девојака. Застој раста је ретка појава.[23][24]
- Остеопенија или остеопороза, код адолесценти оба пола, што додатно указује на неопходност благовремене дијагнозе.[23][5][24]

Симптоми изазвани растом тумора
Већи тумори који расту изван селе турцике врше компресију на околне анатомске структуре, пре свега на оптичку хијазму и видне живце. Главни знаци пролактинома који су последица раста тумора су:
- главобоља и поремећаји вида,
- битемпорална хемианопсија која је проузрокована компресијом оптичке хијазме,
- потпуни губитак вида и офталмоплегије услед компресије III, IV и VI кранијалног нерва.[26]

## Дијагноза
Код жена, код постављања дијагносзе треба се фокусирати на физички преглед, процену галактореје и идентификацију клиничких знакова недостатка естрогена.
Код мушкараца, треба испитати величину и конзистенцију тестиса, као и узорак длаке на телу. Такође процените ретку појаву гинекомастије.
Код пацијената мушког и женског пола, процените оштрину вида и видно поље (методом конфронтације) и извршите преглед кранијалних нерва како би се утврдило да ли је тумор изазвао било какав масовни ефекат.

### Тестирање хормона
Серум ПРЛ
Нивои серумског пролактина (ПРЛ)  треба измерити више пута, посебно ако је повишење скромно. Не мерите ниво ПРЛ непосредно након прегледа дојке, јер преглед дојки може изазвати физиолошко повећање ПРЛ.
Серумски тест трудноће
У обзир треба узети могућност трудноће код жена репродуктивног узраста, јер је то најчешћи узрок секундарне аменореје у овој групи.
Серумски ТСХ
Мерењем нивоа ТСХ искључује се могућност да се повишени ниво ПРЛ јави као секундарни у односу на повишени ниво ТРХ. ТРХ је један од ПРФ-ова. Ако је ниво ТСХ повишен, налаз треба потврдити мерењем нивоа слободног тироксина. 

### Мерење других хормона хипофизе
Код мушкарца који има симптоме хипогонадизма, треба измерите нивое тестостерона у серуму или биорасположивог тестостерона.
Код пацијената са анамнезом која указује на инсуфицијенцију надбубрежне жлезде, измерити базалне и косинтропин-стимулисане нивое кортизола.
Код особе са особинама које су у складу са акромегалијом, измерите нивое фактора раста-1 сличног инсулину у серуму.
Искључите друге могуће системске узроке хиперпролактинемије, као што су хронична бубрежна инсуфицијенција или цироза јетре, користећи одговарајуће лабораторијске тестове

### Радиолошка испитивања
Након обављања биохемијског тестирања, обављају се снимања:
- Магнетном резонанцом (МРИ) хипоталамуса хипофизе (са побољшањем гадолинијума).  МРИ је бољи за разграничење меких ткива и за идентификацију мале лезије.
- Компјутеризовану томографију (КТ) скенирање региона (са контрастом) да би се открило присутво масовних лезија.  КТ скенирање је боље за идентификацију било каквог изобличења или деструкције кости.

Током снимања посебна пажња се посвећује величини тумора и његовом задирању у околне структуре (нпр оптичку хијазму, други кранијални нерви) и последице (нпре деструкција костију).
Постоји добра корелација између величине пролактинома и степена повишења ПРЛ у серуму. Вредност пролактина (ПРЛ) у серуму од 200 нг/мЛ или више у присуству макроаденома (>10 мм) је практично дијагностичка потврда пролактинома. Међутим, ако је вредност ПРЛ у серуму мања од 200 нг/мЛ у присуству велике лезије масе хипофизе, то више указује на хиперпролактинемију која се јавља као последица компресије стабљике лезијом; такође може указивати на појаву ефекта куке, што је артефакт у лабораторијској методи која се користи за мерење пролактина.
- Радиолошки, хистолошки и биопсијски налази
- Промене на МРТ
- Хистолошки узорак (ХЕ) бојење аденома који производи ПРЛ након третмана агонистом допамина
- Имунохистохемија за пролактин у узорку биопсије аденома хипофизе који производи пролактин

### Други тестови
Када је тумор велики и налази се у непосредној близини оптичке хијазме, офталмолог врши формално тестирање видног поља  пре било какве терапије. Ово тестирање се понавља након почетка лечења, како би се пратио одговор пацијента на терапију.

## Дијагностичка разматрања
Ако пацијенткиња има аменореју, примарну или секундарну, треба утврдити друге могуће узроке и стања. Ако пацијент (мушкарац или жена) има неплодност, размотрите све друге узроке неплодности.
Ако пацијент има повишен ниво ПРЛ, морају се тражити други узроци хиперпролактинемије. То укључује следеће:
- Лекови - као што су фенотиазини, халоперидол, метоклопрамид, метилдопа, резерпин, верапамил, трициклични антидепресиви, хронична злоупотреба опијата и кокаин
- Узроци од стране хипофизе или хипоталамуса - укључујући аденом који лучи ГХ, аденом који не функционише, компресију дршке хипофизе, синдром празног седла, краниофарингиом, менингиом, дисгермином,  друга грануломатозна стања која узрокују дисфункцију хипофизе.
- трудноћа
- примарна хипотиреоза,[30]
- хронична бубрежна инсуфицијенција,
- цироза јетре,
- надбубрежна инсуфицијенција,
- лезије зида грудног коша,
- стимулација дојке,
- лезије кичмене мождине,
- идиопатски узроци.

## Диференцијалне дијагнозе
Диференцијално дијагностички требало би имати у виду следеће болести:
- хипотиреоза,
- синдром полицистичних јајника,
- макроаденом хипофизе.[31]

## Терапија
Лечење је индиковано ако су присутни масовни ефекти тумора и / или значајни ефекти хиперпролактинемије.
Иако је природна историја пролактинома нејасна, већина микропролактинома (до 95%) не напредује до макроаденома, како је утврђено након 6-годишњег периода посматрања. Стога, ако пацијент са микропролактиномом има минималне симптоме, пацијент се може пажљиво пратити серијским проценама нивоа ПРЛ у серуму у комбинацији са сликовним студијама у годишњим интервалима.
Међутим, ако пацијент са микропролактиномом има значајне ефекте хиперпролактинемије, индиковано је лечење.
Било који пацијент са макропролактиномом треба лечење, јер је тумор показао већу склоност ка расту. Такав третман укључује примену више метода лечења (медикаментозну, хируршку, зрачну и другу терапију).